# Lise (navn)
 For alternative betydninger, se Lise. (Se også artikler, som begynder med Lise)
Lise er et pigenavn, der stammer fra Elisabeth. Navnet forekommer på dansk i en lang række varianter, herunder:
- sluttende på "a": Lisa
- med dobbeltkonsonant: Lisse, Lissa
- med "z" i stedet for "s": Liza, Lizza
- sluttende på "i", "ie" eller "y": Lisi, Lisie, Lisy, Lissi, Lissie, Lissy, Lizi, Lizie, Lizy, Lizzi, Lizzie, Lizzy
- med endelsen "t", "tt", "tta" eller "tte": Liset, Lisette, Lizet, Lizett, Lizetta, Lizette
- med endelsen "n": Lissen

I alt bærer mere end 27.000 danskere et af disse navne med formerne Lise, Lisa, Lissi, Lissy, Lizzie og Lizzi som de klart mest populære med tilsammen næsten 23.000 forekomster ifølge Danmarks Statistik.
Dertil kan lægges en række sammensætninger med Lise, som f.eks. Annelise og Liselotte (med og uden bindestreger).

## Kendte personer med navnet
- Lizzie, dansk-færøsk-islandsk sanger (egentlig: Ann Elisabeth Berg).
- Lisa Ekdahl, svensk sanger.
- Anne-Lise Gabold, dansk skuespiller.
- Lisa Kudrow, amerikansk skuespiller.
- Lise Malinovsky, dansk kunstner
- Lissa Mathiasen, dansk folketingspolitiker.
- Liza Minnelli, amerikansk skuespiller og sanger.
- Lisa Nilsson, svensk sanger.
- Lise-Lotte Norup, dansk skuespiller.
- Lise Nørgaard, dansk journalist og forfatter.
- Lisa Marie Presley, amerikansk sanger.
- Lise-Lotte Rebel, dansk biskop.
- Lise Reinau, dansk sangerinde.
- Lise Ringheim, dansk skuespiller.
- Lise Roos, dansk filminstruktør.
- Lise Schrøder, dansk skuespiller.
- Lisa Stansfield, amerikansk sanger.
- Lise Thomsen, dansk skuespiller.
- Lizzi Varencke, dansk skuespiller.
- Lise Østergaard, dansk politiker og minister.

## Navnet anvendt i fiktion
- Lisa Simpson er en af hovedpersonerne i tegnefilmene om The Simpsons.
- Mona Lisa er titlen på et maleri af Leonardo da Vinci. Mona Lisa indgår i en række andre værker, f.eks.
  - Mona Lisa Smile er en amerikansk film instrueret af Mike Newell.
  - Mona Lisa er en sang skrevet af Ray Evans, kendt med blandt andet Nat King Cole.
- Lise kommer til byen er en dansk film fra 1947 instrueret af Alice O'Fredericks og Lau Lauritzen jun.
- Juleteatret - Kasper og Lisette er titlen på Børnenes U-landskalender fra 1965.
- Lille Lise er titlen på en traditionel børnesang.
- Lille Lise let på tå er titlen på en dansk revyvise.